# 尚健
尚健（1818年—1896年1月4日），和名伊江王子朝直，琉球國攝政，童名思龜金。其名乘原為「朝忠」，後因避薩摩藩藩主島津忠義之諱，改為「朝直」。
尚健是尚灝王第五子，母為尚灝王的夫人小那霸阿護母志良禮。後因伊江御殿向世俊（伊江按司朝平）無嗣，被過繼給向世俊為嗣子。1835年向世俊死後，成為伊江御殿第十一世家督。
1859年，三司官馬克承（小祿親方良忠）、物奉行向汝霖（恩河親方朝恆）、異國通事牧志朝忠被人告發有不當行為（牧志恩河事件），由尚健為法官斷案，將他們革職流放或監禁。1868年作為明治維新的慶賀正使前往日本東京祝賀。1872年起出任琉球國攝政。1875年因受向有恆的牽連遭人彈劾，辭去攝政一職。
1879年琉球國被日本兼併後，隨尚泰王被遷往東京。1890年5月26日，其子向慶（伊江朝永）被封為男爵。1896年病死于東京，享年79歲。
沖繩政治家伊江朝雄是他的後代。

## 家族
- 生父：尚灝王
- 生母：小那霸阿護母志良禮（尚灝王之妻）
- 胞兄：尚惇（大里王子朝教）

- 養父：向世俊（伊江按司朝平，伊江御殿十世）
- 養母：眞蒲戸金（毛光國（佐渡山親方安春）之女）
  - 姐：思戸金（號玉顏。向世俊之女）

- 室：瑞慶覽翁主（童名眞鶴金，號妙照。向氏伊江里之子親雲上朝經女）
  - 長女：思戸金
  - 次女：眞蒲戸金（嫁向志禮（義村按司朝明））
  - 長子：向慶（大城按司朝永。伊江御殿十二世）
  - 三女：眞鍋樽（嫁向氏伊野波按司朝宜）
  - 四女：眞鶴金（嫁毛氏佐渡山里之子安吉）
  - 次子：向度（伊江按司朝信）
  - 五女：眞嘉戸樽（嫁向氏羽地按司朝詮）
  - 三子：向康（朝功）
  - 四子：向敦（玉城朝知，過繼給向崇德（玉城按司朝敕）為嗣子）
- 繼室：安良城翁主（童名眞牛金，向氏摩文仁按司朝健之女）
  - 五子：伊江朝常
  - 六子：伊江朝規
  - 七子：伊江朝重

## 腳註
1. ↑  《向姓家譜·伊江家》：十一世朝忠（因于太守公實名改直）。